# Estado hiperglucémico hiperosmolar
El estado hiperglucémico hiperosmolar (EHH) o síndrome hiperosmolar hiperglucémico (SHH) es una complicación aguda de la diabetes mellitus y una urgencia médica caracterizada por deshidratación, hiperglucemia severa, hiperosmolaridad plasmática y alteración del nivel de conciencia. Se produce con mayor frecuencia en pacientes con diabetes mellitus tipo 2 y regularmente ocurre como consecuencia de estrés fisiológico, como son las infecciones o situaciones patológicas como la pancreatitis, o por mal apego o inadecuado tratamiento con insulina.

## Epidemiología
El EHH es más frecuente en diabetes mellitus tipo II, se presenta generalmente en mayores de 70 años con predilección por el género masculino y en pacientes con alteración en la hidratación oral.
Produce una mortalidad entre el 5 y el 46 %.

## Fisiopatogenia
El mecanismo fisiopatológico básico es una respuesta insuficiente de acción de la insulina (ya sea por resistencia a la insulina en la DM tipo 2 o por administración insuficiente de insulina en DM tipo 1) que es incapaz de contrarrestar el aumento de hormonas contrarreguladoras provocado por un factor estresante desencadenante. La secreción residual de insulina es capaz de impedir la cetosis pero no de impedir la hiperglucemia.

## Manifestaciones clínicas
Signos y síntomas de deshidratación comoː 
- Boca seca, labios agrietados
- Polidipsia (sed excesiva)
- Piel caliente y seca (sin sudor)
- Fiebre, taquicardia, hipotensión y taquipnea
- Polifagia

Signos y síntomas de edema cerebralː 
- Mareo
- Somnolencia o confusión
- Alucinaciones
- Debilidad, hemiparesias o déficit sensorial
- Convulsiones focalizadas o generalizadas
- Cambios o alteraciones visuales

## Diagnóstico
- Glucemia >600 mg/dl
- Osmolaridad sérica >320 mOsm (corregida)
- Deshidratación (déficit de aproximadamente  9 L)
- pH <7,3
- Bicarbonato <18 mEq/L
- Cetonas en orina y en suero ausentes o trazas
- Sopor o coma
- Anion GAP aumentado o normal

## Tratamiento del estado hiperglucémico hiperosmolar
Inicialmente se estabiliza al paciente asegurando la vía aérea, se tiene acceso a una vía venosa para la reposición hídrica y se hace medición de la glucemia.
La reposición hídrica debe ser agresiva, administrando SSN al 0,09 % a 1L/h buscando una presión arterial y diuresis normales, y cuidando de no llevar a la sobrecarga. 
Se administra insulina a dosis similares que en el manejo de la CAD a 0,1 UI/kg  en bolo seguidas de 0,1 UI/kg/h en infusión para adultos. Se debe hacer medición estricta de la glucosa cada hora buscando que disminuya entre 50 a 70 mg/dl por hora. Al llegar a una glucemia de 300 mg/dL se cambia los líquidos a Dextrosa al 5 con SSN al 0,45 % y se disminuye la dosis de insulina a 0,05 - 0,2 UI/kg/h manteniendo los niveles de glucosa sérica entre 250 y 300 mg/dL hasta que la osmolaridad baje a 315 mOsm y el paciente este alerta.
También se debe reponer potasio y no se recomienda administrar bicarbonato por aumentar el edema cerebral, se puede usar manitol. 